# 가자파티
가자파티(오리야어: ଗଜପତି)는 인도 아대륙의 오디샤주에서 사용되던 정규 칭호이다. 오리야어에서 '가자파티'라는 단어는 코끼리를 의미하는 '가자'와 주인 또는 남편을 의미하는 '파티'가 합쳐진 단어로, 코끼리 군대를 거느린 왕을 의미한다. 가자파티 왕권 제도는 동강가에서 처음 사용되었으며 오리야 문화 영역의 제국신인 자간나타의 후원과 함께 후속 왕조에서 사용되었다.
오늘날 가자파티라는 칭호는 보히 왕조의 우두머리에 속하며, 왕조는 가자파티라는 칭호에 투자한 오디샤주의 역사적 지배 족장의 유산을 물려받았다. 그들은 또한 푸리에 있는 자간나트 사원의 행정적 통제권을 행사했다.

## 역사
칼링가, 우트칼, 닥시나 코살라의 지배자 토후는 대관식이나 지역 정복 시 주로 칼링가디파티 및 트리칼링가디파티 등 다양한 정식 칭호를 사용했다. 아난타바르만 바즈라하스타 5세는 소마밤시의 권위에 도전하는 트리칼링가디파티(세 칼링가의 주인) 및 사칼라칼링가디카티(완전한 칼링가의 주인)라는 칭호를 취했으며 결국 오리야 왕국의 통일이 아난타바르만 초다강가 아래 절정에 이르렀을 때 동강가의 기반이 마련되었다.
나라심하 데바 1세는 서기 1246년 카필라쉬 사원의 비문에서 오리야 왕 중 가자파티라는 칭호를 사용한 동강가의 첫 번째 왕이었다.

## 현대 의식 칭호
가자파티 마하라자의 공식 직함은 다음과 같다.
스리 스리 스리 비라스리 가자파티 고우데스와르 나바코티카르나타칼라 칼라바라게스바라 비라히비라바르 부타 바이라바 사두 사스노티르나 로트라자 아툴라 발라아파라크라마 사하스라 바후 크셰트리야쿨라 무마케투 마하라자 아디라자(정식 명칭)

### 가입시 가자파티의 관례적인 칭호
가자파티 마하라자의 이름 순환 순서:
- 람찬드라 데바
- 비라케샤리 데바
- 디브야싱하 데바
- 무쿤다 데바

### 가입시 가자파티 왕비의 관례적인 칭호
- 찬드라마니 파타마하데이
- 수르야마니 파타마하데이
- 릴라바티 파타마하데이
- 파드마바티 파타마하데이

## 지배 왕조의 가자파티 목록
| 통치자              | 재위          | 비고                                         |
| ------------------- | ------------- | -------------------------------------------- |
| 동강가 왕조         |               |                                              |
| 나라싱하 데바 1세   | 1246년–1263년 | 1246년에 가자파티 작위 개시, 1238년부터 통치 |
| 바누데바 1세        | 1264년–1279년 |                                              |
| 나라심하데바 2세    | 1279년–1306년 |                                              |
| 바누데바 2세        | 1306년–1328년 |                                              |
| 나라심하데바 3세    | 1328년–1352년 |                                              |
| 바누데바 3세        | 1352년–1378년 |                                              |
| 나라심하데바 4세    | 1378년–1414년 |                                              |
| 바누데바 4세        | 1414년~1434년 |                                              |
| 수리야밤사 왕조     |               |                                              |
| 카필렌드라 데바     | 1434년–1470년 |                                              |
| 푸루쇼타마 데바     | 1470년–1497년 |                                              |
| 프라타파루드라 데바 | 1497년–1540년 |                                              |
| 칼루아데바          | 1540년–1541년 |                                              |
| 카카루아 데바       | 1541년        |                                              |
| 보이 왕조(1대)      |               |                                              |
| 고빈다 비드야다라   | 1541년~1548년 |                                              |
| 차크라프라타파      | 1548년~1557년 |                                              |
| 나라심하 예나       | 1557년–1558년 |                                              |
| 라구람 초타라야     | 1558년~1560년 |                                              |
| 찰루키아 왕조       |               |                                              |
| 무쿤다 데바         | 1560-1568년   |                                              |
| 보이 왕조(2대)      |               |                                              |
| 라마찬드라 데바 1세 | 1568-1600년   | 쿠르다 왕국의 창시자                         |
| 푸루소탐 데바       | 1600년–1621년 |                                              |
| 나라싱하 데바       | 1621년~1647년 |                                              |
| 발라바드라 데바     | 1647년~1657년 |                                              |
| 무쿤다 데바 1세     | 1657년–1689년 |                                              |
| 디브야싱하 데바 1세 | 1689년–1716년 |                                              |
| 하레크루시나 데바   | 1716년~1720년 |                                              |
| 고피나스 데바       | 1720년–1727년 |                                              |
| 라마찬드라 데바 2세 | 1727년–1736년 |                                              |
| 비라케사리 데바 1세 | 1736년–1793년 |                                              |
| 디브야싱하 데바 2세 | 1793년–1798년 |                                              |
| 무쿤데바 데바 2세   | 1798년–1817년 | 1809년 푸리 에스테이트                       |
| 람찬드라 데바 3세   | 1817년~1854년 |                                              |
| 비라케사리 데바 2세 | 1854년~1859년 |                                              |
| 디브야싱하 데바 3세 | 1859년~1882년 |                                              |
| 무쿤데바 데바 3세   | 1882년~1926년 |                                              |
| 람찬드라 데바 4세   | 1926년–1956년 | 1947년 이후의 명칭(인도 독립)                |
| 비라키소레 데바 3세 | 1956–1970     |                                              |
| 디브야싱하 데바 4세 | 1970~현재     |                                              |